# Терентьев, Алексей Иванович
Алексей Иванович Терентьев (род. 1928) — передовик советской лесной промышленности, шофёр лесовозного автомобиля Ухтинского леспромхоза комбината «Печоралес» Министерства лесной, целлюлозно-бумажной и деревообрабатывающей промышленности СССР, Коми АССР, Герой Социалистического Труда (1966).

## Биография
Родился в 1928 году в деревне Аким, Ижмо-Печорского уезда в Коми, ныне Сосногорский район в многодетной семье. В 1942 году отца мобилизовали в Красную Армию, а в 1943 году умерла мать и без вести пропал отец. Алексею пришлось трудиться, чтобы осуществить уход за младшими братьями и сестрой. Летом работал в колхоза, а зимой возил лес на лесозаготовках.
В 1945 году его назначили бригадиром полеводческой бригады. Уже через два года его бригада вышла в лидеры по производству овощей среди бригад Ухтинского района. Бригада была награждена дипломом Министерства сельского хозяйства Коми АССР и почётной грамотой ВЛКСМ.
Отслужив в Советской Армии, трудоустроился на сажевый завод, но проработал там недолго. Перешёл на работу в Айювинский лесопункт Ухтимского леспромхоза комбината "Печоралес". Сначала работал учеником электропильщика, потом вальщиком леса, а в 1957 году окончив курсы водителей пересел за руль лесовоза. Добился высоких производственных результатов. Семилетний план он выполнил за пять трудовых лет.
Указом Президиума Верховного Совета СССР от 28 апреля 1966 года за особые заслуги в развитии промышленности Коми АССР Алексею Ивановичу Терентьеву присвоено звание Героя Социалистического Труда с вручением ордена Ленина и золотой медали «Серп и Молот».
В 1966 году выступил инициатором республиканского соревнования по досрочному выполнению плана задания на пятилетку по вывозке древесины. Свои обязательства он исполнил досрочно, вывез на автомобиле ЗИЛ-157 более 19 тысяч кубометров древесины и записал сверх плана 3,5 тысячи кубометров древесины. Являлся делегатом XIV и XV съездов ВЦСПС, а также VIII съезда работников бумажной и деревообрабатывающей промышленности. 
Проживал в Ухтинском районе Коми АССР.

## Награды
За трудовые успехи удостоен:
- золотая звезда «Серп и Молот» (28.04.1966)
- орден Ленина (28.04.1966)
- Медаль «За доблестный труд в Великой Отечественной войне 1941—1945 гг.» (11.03.1985)
- другие медали.
- Почётный мастер заготовок леса и лесосплава (1967).